# Hugues de Montalembert
Hugues de Montalembert (* 1943 in Frankreich) ist ein französischer Maler, Dokumentarfilmer und Schriftsteller, der 1978 bei einem Überfall in seiner New Yorker Wohnung sein Augenlicht verlor.

## Leben
Hugues de Montalembert wurde als drittes von sieben Kindern in eine aus der Normandie stammende aristokratische Offiziersfamilie geboren. Sein Vater Pierre Marie Charles François de Montalembert (1914–2009) war ein im Ruhestand lebender Colonel der Französischen Armee, seine Mutter Yolande FitzGerald (1916–2011) stammte aus Irland. Hugues de Montalembert wuchs auf dem seit 300 Jahren in Familienbesitz befindlichen Château de Hauterive in Argentré auf. Sein jüngster Bruder ist der Schauspieler Thibault de Montalembert.
In Paris studierte er Rechtswissenschaften, verließ die Universität aber 1968 ohne Abschluss, statt der Familientradition gemäß eine Karriere im Militär- oder Bankwesen anzustreben, und ging nach New York. In Florenz heiratete er im Januar 1970 die Schriftstellerin Idanna Pucci di Barsenio. Das Paar lebte zwei Jahre in Bali, bevor es sich 1974 trennte und 1979 geschieden wurde. Erst 1976 kehrte Hugues de Montalembert aus Benin, wo er an einer Fernseh-Dokumentation über traditionelle afrikanische Religion arbeitete, nach New York zurück. Auf seinen Reisen drehte er Dokumentarfilme, unter anderem über die Tänzer Rudolf Nurejew und Margot Fonteyn sowie über Kriegswaisen in Vietnam, und verkaufte gelegentlich einige seiner Bilder.
Am 26. Mai 1978 setzte er sich in seiner New Yorker Wohnung in Greenwich Village gegen zwei Einbrecher zur Wehr. Durch die Verätzung der Retina mit Lösungsmittel, die ihm einer der Täter in die Augen spritzte, erblindete er direkt nach dem Überfall im Alter von 35 Jahren vollständig. Er verbrachte drei Monate im St. Vincent’s Hospital, wo eine Hornhaut-Transplantation vergeblich war, und weitere zehn Monate im Rehabilitationscenter für Blinde der New York Association for the Blind Lighthouse in Manhattan, um mit Orientierungs- und Mobilitätstraining, Training in lebenspraktischen Fertigkeiten sowie dem Erlernen der Brailleschrift seine Unabhängigkeit wiederherzustellen. Außerdem erlernte er das Klavierspiel. Eineinhalb Jahre später reiste er zum ersten Mal wieder allein, zunächst nach Indonesien, danach unter anderem nach China, den Norden Grönlands und 1984 in den Himalaya.
Er veröffentlichte mehrere Bücher, von denen À perte de vue 1991 mit dem Prix Ève Delacroix der Académie française ausgezeichnet wurde. Seine Geschichte wurde zur Basis des 2005 erschienenen Dokumentarfilms Schwarze Sonne (Original: Black Sun), zu dem Hugues de Montalembert das Drehbuch schrieb. In seinen Erinnerungen Der Sinn des Lebens ist das Leben beschreibt er den Prozess der Erblindung und seine Anstrengungen, trotzdem zu Unabhängigkeit zurückzufinden. In mehreren Reisen nach Indonesien, Indien erlangt er Souveränität ohne fremde Begleitung zu reisen und beschreibt seine innere Wahrnehmung der Welt. Nach seiner Erblindung konzipierte er zudem ein Ballett an der Warschauer Oper.
Er ist seit 1992 mit der dänischen Künstlerin Lin Utzon, Tochter des Architekten Jørn Utzon, verheiratet. Das Paar lebt in Paris, Dänemark und Mallorca.

## Werke
- Der Sinn des Lebens ist das Leben (Original: Invisible). Aus dem Engl. von Anke Kreutzer und Eberhard Kreutzer.  DuMont, Köln, 2011, ISBN 978-3-8321-9645-5
- Eclipse. 2006
- À perte de vue. 1991
- Eclipse: A Nightmare. 1985
- Das geraubte Licht (Original: La lumière assassinée, 1982). SV International, Schweizer Verlagshaus, 1987, ISBN 3-7263-6498-6